# 柴春霖
柴春霖（1887年—1952年4月16日），字東生。甘肅皋蘭人。民國10年（1921年）當選為參議院議員，民國37年（1948年）在全國性職業團體工礦西北選區當選第一屆立法委員。

## 生平[1][2]
- 早年入读天津北洋客籍学堂，宣统三年以官费游美[3]。
- 美國威斯康新大學學士。歷任九江南潯鐵路局文案，國立北京高等師範學校及國立北京大學教授、教育部秘書，修訂法律館顧問、法權討論會秘書長、眾議院議員、國務院參議。山東清理官產處處長。
- 民國5年11月15日，派充司法部辦事員、司法部秘書室辦事[4]。
- 民國10年12月21日，交國務院簡任職存記[5]。
- 民國11年6月30日，派教育部秘書[6]。
- 民國13年11月11日，任國務院秘書[7]。
- 民國16年，豫北區行政長。
- 民國25年6月12日，署魯豫區統稅局局長[8]。
- 民國25年12月15日，任山東區統稅局局長[9]。
- 民國36年7月26日，派國民大會代表暨立法院青島市選舉事務所選舉委員會委員[10]。
- 1952年4月16日，聯合國同志會在博愛路淡江英專大禮堂舉行座談會，請錢穆講演，不料中途屋頂倒坍，不幸罹難[11][12]。
- 題頒「讜論留馨」四字匾額一方[13]

## 延伸阅读
[在维基数据编辑]
 《游美同學錄·柴春霖》，出自《游美同學錄》